# Cédric Bannel
Cédric Bannel dit « CK Bannel » est un entrepreneur, écrivain et sportif français né le 26 décembre 1966 à Casablanca.

## Biographie

### Études et carrière
Cédric Bannel naît le 26 décembre 1966 et grandit à Paris.
Après l’IEP de Paris et l’ENA (promotion Condorcet - 1992) , il intègre la direction du Trésor. De 1992 à 1999, il est en poste au Service des Participations, successivement au bureau du contrôle des investissements étrangers, chargé du contrôle des investissements non communautaires en France et des sanctions financières internationales, notamment contre la Libye, la Serbie et l’Irak. Il intègre ensuite le bureau chargé des privatisations où il s’occupe notamment de la cession de la participation de l’État et de la cotation à la Bourse de Paris des AGF, de la SEITA et de Renault. Il est ensuite nommé attaché financier à l’Ambassade de France à Londres puis chargé de mission auprès du directeur du Trésor.
Il rejoint ensuite Renault comme directeur des relations financières, succédant à Frédéric Perrier & Thierry Moulonguet (devenu directeur financier de Nissan).
Après deux ans, il quitte Renault pour créer le site automobile Caradisiac.com, dans lequel Renault devient un actionnaire de référence aux côtés de Commerzbank, de Nomura et d’ING Barings. Caradisiac.com devient rapidement le premier site automobile d’information et de petites annonces français, son forum automobile Forum-auto.com prenant également la première place.
Il le cède en 2005 au groupe Spir Communication, dirigé alors par Philippe Léoni.
En 2007, avec le soutien de Spir, Caradisiac.com  rachète à Trader la Centrale des Particuliers qu’il fusionne avec Caradisiac pour créer Car&Boat Media.
Cette fusion réalisée, il rejoint le secteur financier et le groupe 3i comme Partner Europe. Il y passe moins de deux ans et le quitte en 2009 pour racheter le site Internet encore embryonnaire CanalBlog et lancer le projet Latour Capital, fonds d’investissement à dimension entrepreneuriale dont l’objectif est notamment d’aider la prise d’indépendance de filiales de grands groupes français.
CanalBlog connaît une croissance très rapide et devient en deux ans la première plateforme indépendante de blogs français.
En 2011, le premier fonds Latour est lancé par Cédric Bannel qui s’est associé avec Philippe Léoni et Alain Madelintandis que Canalblog est cédé au groupe Webedia  dont Cédric Bannel devient l’un des actionnaires (Marc Ladreit de Lacharrière rachète l’ensemble du groupe Webedia).
La levée de fonds de Latour est alors de 115 millions d’euros mais les fonds sous gestion croissent rapidement jusqu’à atteindre 3 milliards d’euros en 2023, faisant de Latour Capital un des fonds européens ayant connu la croissance la plus rapide de cette décennie.

### Parcours et palmarès sportif
Ceinture noire de karaté en 1986, Cédric Bannel reprend la compétition en 2017 et remporte plusieurs récompenses au niveau international.
A l'heure actuelle, il est ceinture noire 3e dan de karaté contact et président du Mouvement Autonome de Karaté (MAK)[réf. nécessaire].
Après avoir repris la compétition de karaté, il gagne les récompenses suivantes :
- médaille de bronze aux championnats du monde (WUKF) 2017 en catégorie Combats Vétérans[20] ;
- médaille de bronze au tournoi international de Prague (WUKF) 2018 en catégorie Combats Vétérans[21] ;
- médaille d'argent au championnat IKU de karaté - karaté contact de Russie 2018 en catégorie Combats Vétérans de plus de 37 ans lui conférant le titre de vice-champion d'Europe dans sa catégorie[22].

### Parcours politique
Il a effectué une très courte carrière politique en Bretagne jusqu'en 2004, comme conseiller régional non inscrit. En 2002, il est candidat aux élections législatives dans la 4e circonscription du Morbihan face notamment au député sortant Loïc Bouvard dont il était suppléant depuis 1997, sous l'étiquette UDF. Il termine troisième du premier tour avec 24,54 % des voix et se retire avant le second tour, laissant Loïc Bouvard s'imposer face au socialiste Paul Paboeuf .
Le vainqueur des élections cantonales 2004 pour le canton de Ploërmel étant décédé quelques semaines après le scrutin, des élections anticipées sont organisées auxquelles participe Cédric Bannel. Après s'être qualifié pour le second tour, arrivé deuxième sur six candidats au premier tour, il s'incline face à la socialiste Béatrice Le Marre.

## Littérature
Chez Robert Laffont :
- Le Huitième Fléau, 1999  (ISBN 9782221137932)
- La Menace Mercure, 2000  (ISBN 9782221092132)
- Élixir, 2004  (ISBN 2221094093)
- L’Homme de Kaboul, 2011  (ISBN 9782221117156)
- Baad, 2016  (ISBN 2221189116)
- Kaboul express, 2017  (ISBN 978-2-221-19918-3)
- L’Espion français, 2021  (ISBN 978-2-221-25439-4)
- Les Fantômes de Kiev, 2023 Xo éditions  (ISBN 9782374485584)

### Le Huitième Fléau(1999)
Dans ce thriller (dont le titre fait probablement référence aux sept fléaux de l'Apocalypse), le gouvernement anglais découvre qu'une partie de la population a été contaminée par le prion de la vache folle ; à long terme, une bonne partie de la population est condamnée. Des terroristes s'emparent de la découverte permettant de guérir de cette maladie.
Un psychiatre veuf et surdoué, ancien du MI5, est le cerveau d'une équipe formée d'un cambrioleur mélomane et ancien détenu, d'une jeune femme appartenant à la DGSE et d'un tueur de la CIA pour retrouver la formule qui sauverait la population mondiale.

### L'homme de Kaboul(2011)
Dans ce thriller, le chef de la brigade criminelle de Kaboul, Oussama Kandar est confronté à un suicide suspect. Malgré les pressions de sa hiérarchie, il décide de mener son enquête jusqu'au bout, envers et contre tous, et à ses risques et périls.
Ce roman mêlant suspense et intrigue policière, finaliste du prix des maisons de la presse l’année de sa sortie, tente de mieux comprendre la réalité de l'Afghanistan. L’auteur y dépeint les différentes ethnies, cultures, et coutumes locales tout en appréhendant la réalité politique et religieuse d'un pays, tiraillé entre talibans et partisans d'un mode de vie plus occidental. Ce livre, ainsi que Baad et Kaboul express, est le résultat de séjours réguliers de l'auteur en Afghanistan, dans la région de Kaboul et du Pandjchir.
Lors de sa sortie en 2011, il a été traduit en allemand (Das Kabul Komplott) et en italien (L'Uomo di Kabul).
Ce roman connaitra deux suites avec les romans Baad en 2016 et Kaboul Express en avril 2017.

## Distinctions littéraires
Finaliste du prix de maisons de la presse en 2011 pour "l'homme de Kaboul", Il a obtenu le Grand prix du Meilleur Polar des lecteurs de Points 2017 (décerné en avril 2018) pour son roman BAAD devenant le premier auteur français depuis 2011 à recevoir ce prix.